# Meterana coeleno
Meterana coeleno är en fjärilsart som beskrevs av Hudson 1898. Meterana coeleno ingår i släktet Meterana och familjen nattflyn. Inga underarter finns listade i Catalogue of Life.